# Кварнерски одред морнаричке пешадије Морнарице НОВЈ
Корчулански народноослободилачки партизански (НОП) одред је био партизанска јединица у саставу Народноослободилачке војске и партизанских одреда Југославије током Другог светског рата у Југославији. 

## Историјат
Формиран је на острву Исту 8. новембра 1944, истовремено са Кварнерским поморским саставом, од два батаљона морнаричке пешадије II поморског обалског сектора (ПОС) и по једног батаљона III и IV ПОС. Оперативно му је била подређена и 1. ударна група на острву Крку, сам Одред био је потчињен Штабу ИИ ПОС. Сваки је батаљон имао вод пратећих оруђа, a Одред вод за везу и придату артиљерију (2 топа од 100 мм, 2 топа од 47 мм и 2 тешка минобацача). Кварнерски одред имао је задатак да осигурава истурене положаје Морнарице НОВЈ, напада непријатељске гарнизоне на неослобођеној територији и повременим поседањем југоисточне обале Пага осигурава поморску комуникацију кроз Повљански канал и Љубач. Кварнерски одред сукобљавао се са непријатељем најчешће на острву Пагу. Почетком јануара 1945. је расформиран, јер се показао прегломазним за акције препадног карактера. Поновно је формиран у априлу исте године, у току операција за ослобођење Хрватског приморја и Кварнерских острва. У време поновног формирања имао је 5 батаљона, батерију топова (3х75м м), вод за везу и остале приштапске делове, свега око 900 људи. Батаљони Одреда у периоду април—мај 1945. учествовали су у ослобођењу Пага, Раба, Крка, Цреса, Лошиња и Истре, а 3. маја 1945, уз помоћ два батаљона Истарског партизанског одреда, Одред је ослободио Пулу.